# Chạy đua vào không gian

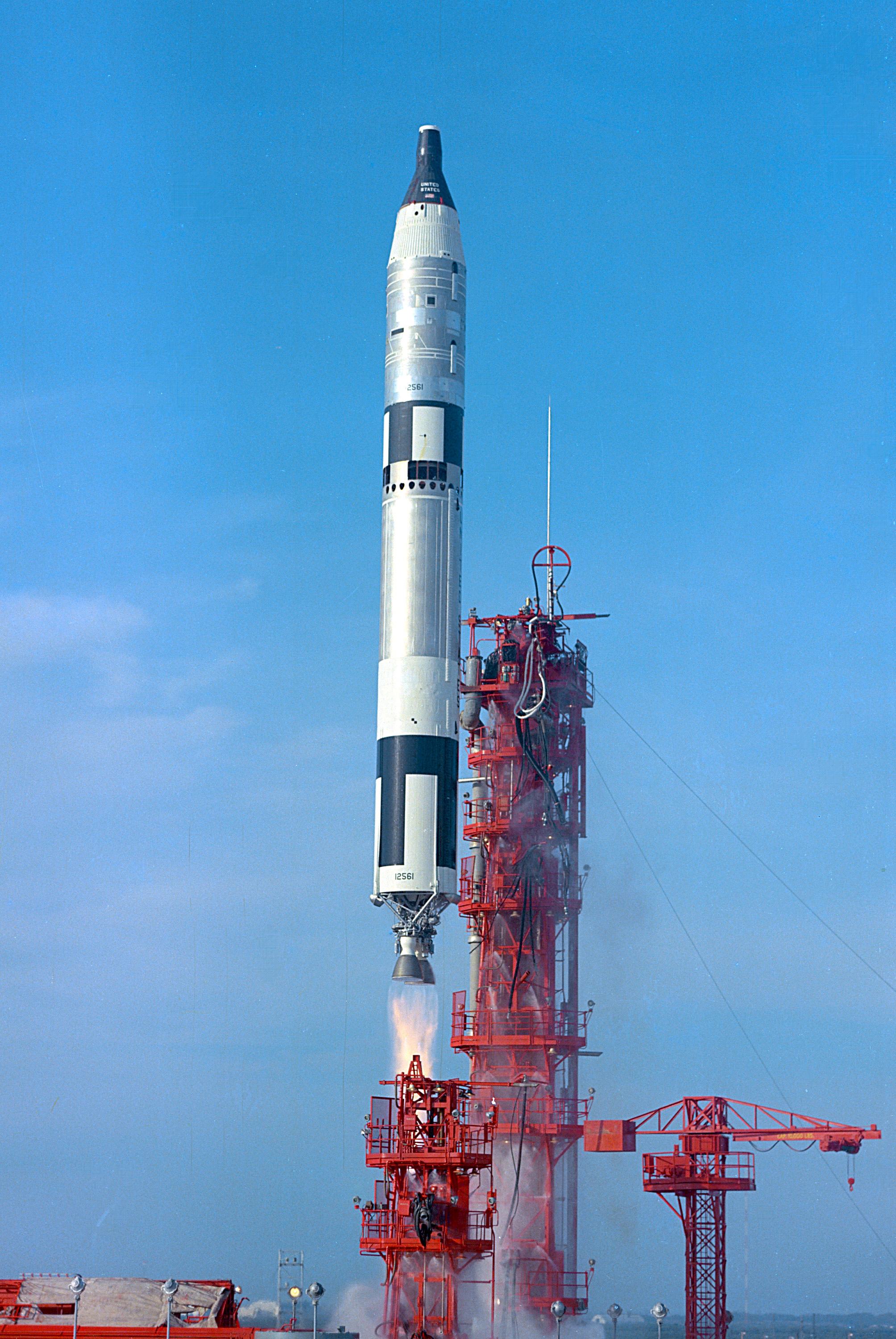
Tên lửa Titan II phóng tàu vũ trụ Gemini vào những năm 1960.

Cuộc chạy đua vào vũ trụ hay cuộc chạy đua vào không gian là cuộc cạnh tranh thám hiểm vũ trụ gay gắt giữa Hoa Kỳ và Liên Xô, kéo dài từ năm 1955 đến năm 1991. Nó liên quan đến một loạt các nỗ lực thám hiểm không gian bằng vệ tinh nhân tạo và việc đưa con người vào vũ trụ và lên Mặt Trăng.
Mặc dù bắt nguồn từ các vấn đề về kỹ thuật tên lửa và không khí chính trị quốc tế căng thẳng theo sau Chiến tranh thế giới thứ hai, cuộc chạy đua vào vũ trụ chỉ chính thức bắt đầu sau khi Liên Xô phóng vệ tinh Sputnik 1 lên quỹ đạo vào ngày 4 tháng 10 năm 1957. Cuộc chạy đua này giống như cuộc chạy đua vũ trang. Cuộc tranh đua này đã trở thành một phần quan trọng của cạnh tranh về văn hóa, kỹ thuật và ý thức hệ giữa Hoa Kỳ và Liên Xô trong Chiến tranh Lạnh. Kỹ thuật vũ trụ đã trở thành một khía cạnh quan trọng trong cuộc đối đầu này, bởi các ứng dụng quân sự cũng như tác động tâm lý đối với công chúng.

## Bối cảnh
Tên lửa đã là niềm say mê của các khoa học gia cũng như các tay chơi nghiệp dư trong nhiều thế kỷ. Người Trung Quốc đã sử dụng chúng như một loại vũ khí từ thế kỷ 11, và các vũ khí tên lửa làm bằng sắt, đơn giản, không chính xác đã được sử dụng trên tàu chiến cũng như đất liền vào thế kỷ 19. Nhà khoa học người Nga, Konstantin Eduardovich Tsiolkovsky đã đưa ra mô hình lý thuyết về tên lửa nhiều tầng sử dụng nhiên liệu lỏng trong thập niên 1880 có thể đạt đến độ cao vũ trụ và thiết lập nền tảng cho khoa học tên lửa. "Phương trình tên lửa" của ông để tính ra vận tốc bay của tên lửa vẫn đang được sử dụng trong quá trình thiết kế các tên lửa hiện đại. Tsiolkovsky cũng là người đầu tiên vẽ ra mô hình lý thuyết của vệ tinh nhân tạo.
Vào năm 1926, Robert Goddard, người Mỹ đã thiết kế một tên lửa sử dụng nhiên liệu lỏng. Nghiên cứu về tên lửa của Goddard ít được cộng đồng khoa học cũng như công chúng quan tâm. Sau khi chiến tranh nổ ra, nghiên cứu tên lửa trở nên một ngành khoa học quan trọng. Điều đó báo hiệu rằng, bản chất khoa học và hòa bình của các cuộc chạy đua vào không gian luôn đi kèm với các tham vọng quân sự của các nước tham gia.

### Đóng góp của người Đức
Vào giữa thập niên 1920, các nhà khoa học Đức đã bắt đầu những thí nghiệm các tên lửa đẩy, dùng nhiên liệu lỏng có khả năng đạt được độ cao và tầm xa khá lớn. Vào năm 1932, các lãnh đạo của Reichswehr, tiền thân của Wehrmacht, đã muốn dùng tên lửa để phục vụ cho các loại pháo tầm xa. Nhà khoa học tên lửa Wernher von Braun đã tham gia vào các nỗ lực phát triển các loại vũ khí cho Đức Quốc xã, sử dụng trong Chiến tranh thế giới thứ hai. Von Braun dựa vào nhiều ý tưởng ban đầu của Robert Goddard đã nghiên cứu và cải tiến các loại tên lửa của Goddard.
Tên lửa A-4 của Đức, phóng vào năm 1942, đã trở thành tên lửa đầu tiên đạt đến không gian. Vào năm 1943, Đức bắt đầu sản xuất loại kế tiếp của nó. Tên lửa V-2 đạt tầm xa 300 km (185 dặm), mang theo đầu đạn nặng 1.000 kg (2.200 lb). Wehrmacht đã phóng hàng ngàn tên lửa V-2 vào các quốc gia Đồng Minh, gây nhiều tổn thất và thương vong cho đối phương. Tuy thế, V-2 còn gây nhiều tử vong đối với những người lao động khổ sai trong các nhà máy chế tạo vũ khí như ở nhà máy chế tạo bom tại Trại tập trung Mittelbau Dora nhiều hơn là số người bị chết bởi các vụ tấn công.
Khi Chiến tranh thế giới thứ hai gần kết thúc, quân đội Hoa Kỳ, Anh và Liên Xô tranh giành công nghệ cũng như các kỹ thuật viên của chương trình tên lửa của Đức ở Peenemünde. Quân đội Anh và Liên Xô có một vài thành công, nhưng Hoa Kỳ hưởng lợi nhiều nhất. Hoa Kỳ đã mang đi một số lượng lớn các nhà nghiên cứu tên lửa; nhiều người là đảng viên Đảng Quốc xã, trong đó Von Braun cũng được sang Hoa Kỳ trong Chiến dịch Kẹp giấy (tiếng Anh: Operation Paperclip). Các khoa học gia Mỹ đã cải tiến các tên lửa Đức và phát triển thêm một số khác. Các khoa học gia sau chiến tranh, kể cả von Braun, sử dụng tên lửa để nghiên cứu các điều kiện nhiệt độ và áp suất ở thượng tầng của khí quyển Trái Đất, tia vũ trụ và nhiều đề tài khác.

### Chiến tranh Lạnh
Sau Chiến tranh thế giới thứ hai, Hoa Kỳ và Liên Xô bắt đầu tham gia vào Chiến tranh Lạnh với các vụ do thám và tuyên truyền. Thám hiểm không gian và kỹ thuật vệ tinh có thể cung cấp cho Chiến tranh Lạnh ở cả hai mặt trận này. Các thiết bị đặt trên vệ tinh có thể do thám các quốc gia khác, trong khi các thành công trong vũ trụ được dùng để đánh bóng cho sự phát triển khoa học ở nước đó cũng như các ứng dụng vào quân sự. Tên lửa có khả năng đưa người vào vũ trụ hay hạ xuống một điểm nào đó trên Mặt Trăng cũng có thể mang bom hạt nhân tới một thành phố của đối phương. Các phát triển kĩ thuật phục vụ du hành vũ trụ có thể được ứng dụng trực tiếp vào các tên lửa thời chiến như tên lửa liên lục địa (ICBM). Cùng với các khía cạnh khác của chạy đua vũ trang, phát triển trong khoa học không gian là dấu hiệu của sự thống trị về kĩ thuật và kinh tế, biểu hiện dấu hiệu của siêu cường quốc. Nghiên cứu không gian có hai mục đích: phục vụ hòa bình và đóng góp vào các mục tiêu quân sự.

## Các vệ tinh nhân tạo

### Sputnik

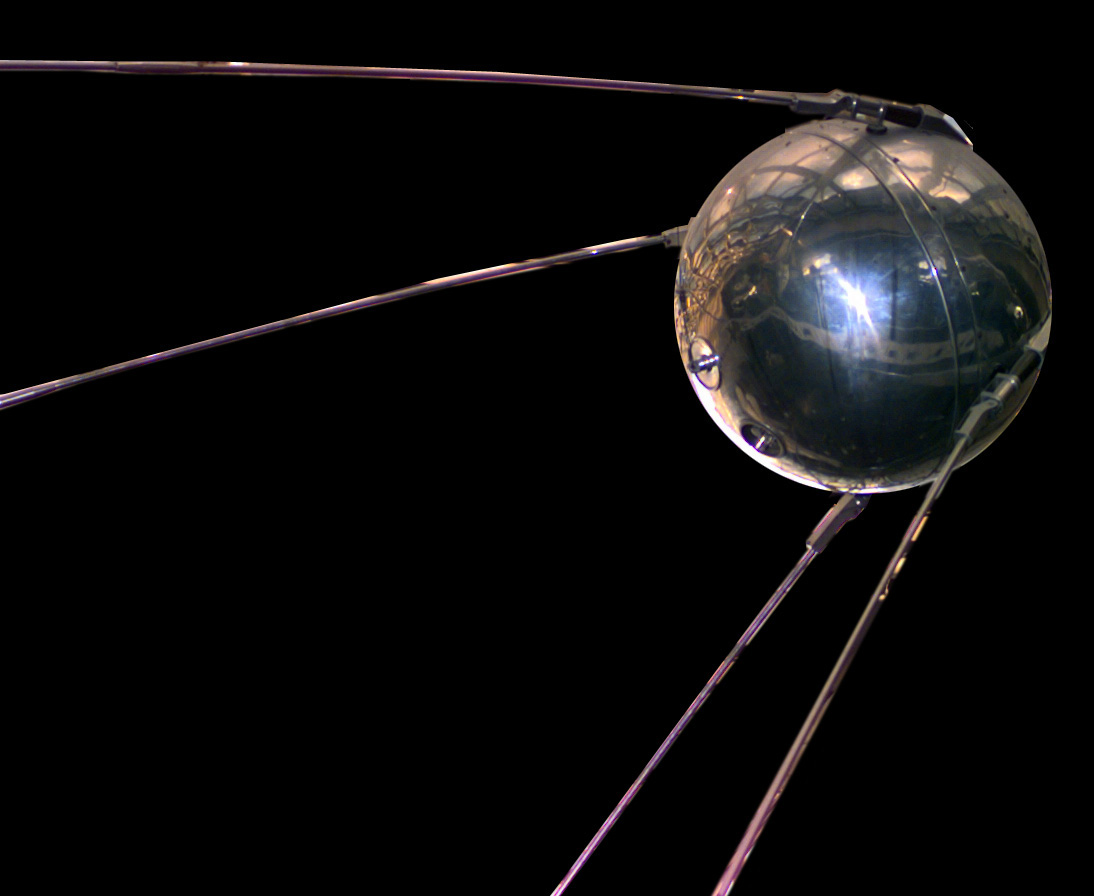
Sputnik 1 với kích thước một quả bóng, nặng hơn 80kg bay quanh Trái Đất hơn hai tháng.

Vào 4 tháng 10 năm 1957, Liên Xô đã phóng thành công Sputnik 1, vệ tinh nhân tạo đầu tiên vào quỹ đạo Trái Đất, khởi đầu cuộc chạy đua vào vũ trụ. Vì các tiềm năng quân sự và kinh tế, Sputnik đã gây nên hoảng sợ và các tranh luận về chính trị ở Hoa Kỳ, làm cho chính quyền Eisenhower đưa ra một số chương trình, trong đó có cả việc thành lập NASA. Cùng lúc đó, sự kiện Sputnik được nhìn nhận tại Liên Xô như một dấu hiệu quan trọng về khả năng khoa học kỹ thuật của quốc gia.
Ở Liên Xô, vụ phóng Sputnik và chương trình thám hiểm vũ trụ kế tiếp đã thu hút được sự ủng hộ của công chúng. Đối với một đất nước chỉ vừa hồi phục sau chiến tranh đó là một điều quan trọng và đầy khích lệ để thấy được sức mạnh khoa học kĩ thuật trong thời đại mới.
Trước sự kiện Sputnik, người Mỹ tin rằng Hoa Kỳ là vượt trội trong mọi lĩnh vực kĩ thuật. Để đáp lại Sputnik, Hoa Kỳ đã bắt đầu một cố gắng vượt bậc để lấy lại thế thượng phong về khoa học kĩ thuật, kể cả việc cải cách chương trình giáo dục. Các thành công của Liên Xô trong việc đưa lên không gian một vệ tinh viễn thông nặng 184 pound và ngay một tháng sau, một tên lửa nặng nửa tấn mang theo chó Laika lên vũ trụ đã buộc Hoa Kỳ phải hành động ở tầm cỡ quốc gia. Chỉ trong một năm, Quốc hội Hoa Kỳ thông qua Đạo luật Giáo dục Quốc phòng (National Defense Education Act), một chương trình giáo dục liên bang có tầm ảnh hưởng sâu rộng nhất trong lịch sử của quốc gia này. Đạo luật này đã cho phép chi ra hơn một tỷ đô la cho các cải cách giáo dục khác nhau, bao gồm việc xây dựng thêm nhiều trường mới, các học bổng và các khoản tiền cho mượn để các học sinh giỏi có thể học lên cao hơn, những cố gắng mới trong giáo dục ngành nghề để đáp ứng những nhu cầu về nhân lực của ngành công nghiệp quốc phòng, và nhiều chương trình khác. Phản ứng này ngày nay được biết đến với tên gọi khủng hoảng Sputnik.

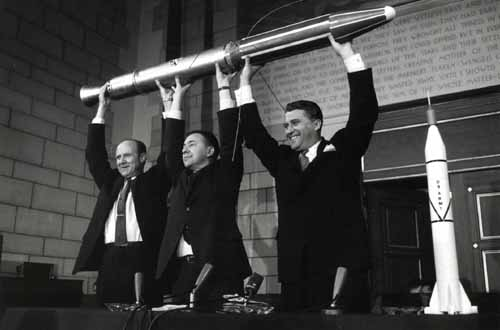
Mô hình Explorer 1 trong một cuộc họp báo của NASA.

Gần bốn tháng sau vụ phóng Sputnik 1, Hoa Kỳ đã tiến hành phóng vệ tinh đầu tiên Explorer I. Một số vụ phóng tại Cape Canaveral đã thất bại.
Những vệ tinh đầu tiên đã được sử dụng cho các mục đích khoa học. Sputnik đã giúp cho việc xác định mật độ của thượng tầng khí quyển, và dữ liệu của Explorer I dẫn đến việc khám phá ra vành đai Van Allen bởi James Van Allen.

### Vệ tinh viễn thông
Vệ tinh viễn thông đầu tiên của Mỹ, Project SCORE, được phóng vào 18 tháng 12 năm 1958, đã giúp chuyển đi lời chúc mừng Giáng sinh từ Tổng thống Dwight D. Eisenhower ra toàn cả thế giới. Các ví dụ khác của liên lạc vệ tinh sản sinh từ Cuộc đua vũ trụ bao gồm:
- 1962: Telstar: vệ tinh liên lạc "chủ động" đầu tiên (vượt đại dương)
- 1972: Anik 1: vệ tinh liên lạc nội địa đầu tiên (Canada)
- 1974: Westar: vệ tinh liên lạc nội địa đầu tiên của Mỹ
- 1976: Marisat: vệ tinh liên lạc di động đầu tiên

Hoa Kỳ đã phóng vệ tinh địa tĩnh (geosynchronous) đầu tiên, Syncom-2, vào 26 tháng 7 năm 1963. Thành công của loại vệ tinh này nghĩa là một ăngten đĩa vệ tinh đơn giản không cần phải theo dõi quỹ đạo của vệ tinh vì vệ tinh là đứng yên so với Trái Đất.

## Sinh vật sống vào vũ trụ

### Động vật vào vũ trụ
Ruồi giấm đã được phóng thử bởi Hoa Kỳ trên tên lửa V-2 của Đức vào năm 1946 và được xem là động vật đầu tiên vào vũ trụ cho việc nghiên cứu khoa học. Động vật đầu tiên vào quỹ đạo Trái Đất, con chó tên là Laika (tiếng Anh, "Barker"), du hành trong vệ tinh Sputnik 2 của Liên Xô vào năm 1957. Con chó đã chết vì quá tải và nhiệt độ quá cao ngay khi đạt đến vũ trụ. Vào năm 1960 hai chú chó Liên Xô khác Belka và Strelka bay vòng quanh Trái Đất và trở về an toàn. Chương trình không gian của Hoa Kỳ đã nhập khẩu vượn từ châu Phi và gửi lên ít nhất là hai con vào không gian trước khi phóng lên nhà du hành đầu tiên vào quỹ đạo. Liên Xô phóng lên rùa vào năm 1968 trên Zond 5, trở thành những động vật đầu tiên bay quanh Mặt Trăng.

### Con người vào vũ trụ

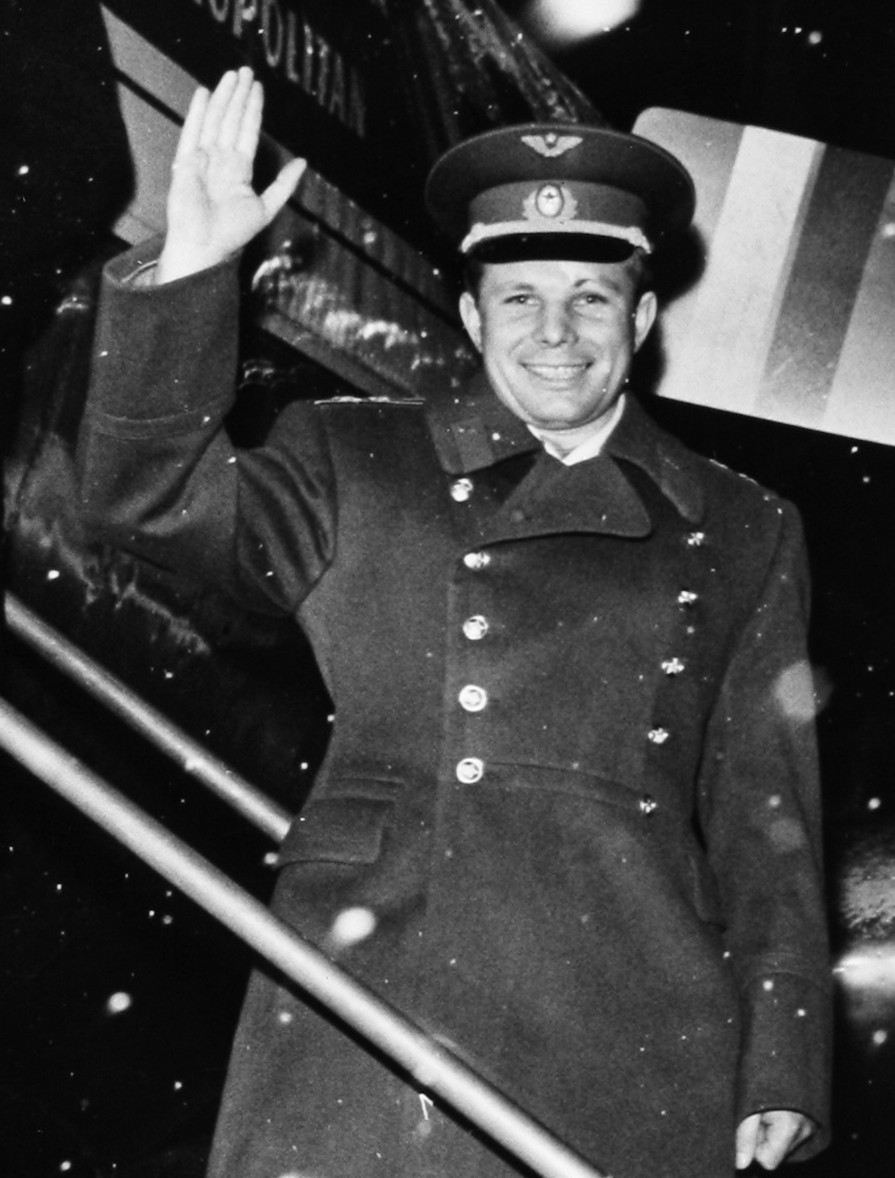
Yuri Alekseievich Gagarin, con người đầu tiên vào vũ trụ

Nhà du hành vũ trụ Liên Xô Yuri Alekseievich Gagarin trở thành con người đầu tiên vào vũ trụ khi ông vào quỹ đạo Trái Đất trên con tàu Vostok 1 của Liên Xô vào 12 tháng 4 1961, ngày này bây giờ trở thành một ngày lễ ở Nga và một số nước. Ông bay vòng quanh Trái Đất trong 108 phút. 23 ngày sau đó, trên phi vụ Freedom 7, Alan Shepard là người Mỹ đầu tiên bay vào không gian (nhưng chưa vào quỹ đạo Trái Đất), và John Glenn, trong Friendship 7, trở thành người Mỹ đầu tiên bay vòng quanh quỹ đạo Trái Đất, bay được 3 vòng vào ngày 20 tháng 2 năm 1962.
Chuyến bay đầu tiên có hai người lái cũng bắt nguồn từ Liên Xô, vào 11 tháng 8 - 15 tháng 8 năm 1962. Valentina Vladimirovna Tereshkova của Liên Xô trở thành người phụ nữ đầu tiên trong vũ trụ vào ngày 16 tháng 6 năm 1963 trên tàu Vostok 6. Sergey Pavlovich Korolyov ban đầu đã lên kế hoạch cho các phi vụ Vostok dài ngày hơn, nhưng theo sau công bố về Chương trình Apollo, Tổng bí thư Khrushchyov yêu cầu trước tiên là thêm người ở mỗi chuyến bay. Chuyến bay đầu tiên với hơn một phi hành gia là Voskhod 1, một cải tiến của tàu Vostok, bay lên vào 12 tháng 10 năm 1964 mang theo Vladimir Mikhailovich Komarov, Konstantin Petrovich Feoktistov và Boris Borisovich Yegorov. Chuyến bay này cũng là chuyến bay đầu tiên một phi hành gia không cần mặc áo phi hành gia.
Aleksei Arkhipovich Leonov, từ Voskhod 2, phóng lên bởi Liên Xô vào 18 tháng 3 năm 1965, đã tiến hành cuộc đi bộ trong vũ trụ đầu tiên. Phi vụ này gần như đã kết thúc với thảm họa; Leonov suýt nữa thì không về lại được tàu vũ trụ và, vì tên lửa đẩy lùi khai hỏa yếu, con tàu đã hạ cánh chệch đi 1.600 km (1.000 dặm) khỏi mục tiêu định trước. Vào thời điểm đó Khrushchyov rời nhiệm sở, và lãnh đạo Liên Xô mới không muốn cố gắng hạ cánh lên Mặt Trăng.

## Các phi vụ lên Mặt Trăng
Mặc dù các thành công bởi cả Hoa Kỳ và Liên Xô đã đem nhiều niềm hãnh diện lớn đến cho hai quốc gia, không khí cạnh tranh của Cuộc đua vũ trụ vẫn tiếp tục cho đến khi người đầu tiên bước đi trên Mặt Trăng. Trước khi đạt được điều đó, các tàu không người lái phải thám hiểm Mặt Trăng bằng không ảnh trước và chứng tỏ là có thể hạ cánh an toàn lên đó.

### Tàu thám hiểm không người lái
Theo sau thành công của Liên Xô đặt vệ tinh đầu tiên vào quỹ đạo, người Mỹ tập trung sức lực vào việc gửi một tàu thám hiểm lên Mặt Trăng. Họ gọi cố gắng đầu tiên là Chương trình Pioneer. Chương trình thám hiểm Mặt Trăng của Liên Xô đi vào hoạt động với vụ phóng Luna 1 vào 4 tháng 1 năm 1959, và Luna 1 trở thành tàu thám hiểm đầu tiên đạt đến vùng lân cận của Mặt Trăng. Tàu đầu tiên hạ cánh lên bề mặt Mặt Trăng là Luna 2, phóng lên vào 12 tháng 9 năm 1959. Thêm vào chương trình Pioneer, có thêm 3 chương trình của Mỹ: chương trình Ranger, chương trình Lunar Orbiter và chương trình Surveyor với các robot tự động, với mục tiêu những địa điểm hạ cánh cho Apollo trên Mặt Trăng.

### Hạ cánh lên Mặt Trăng

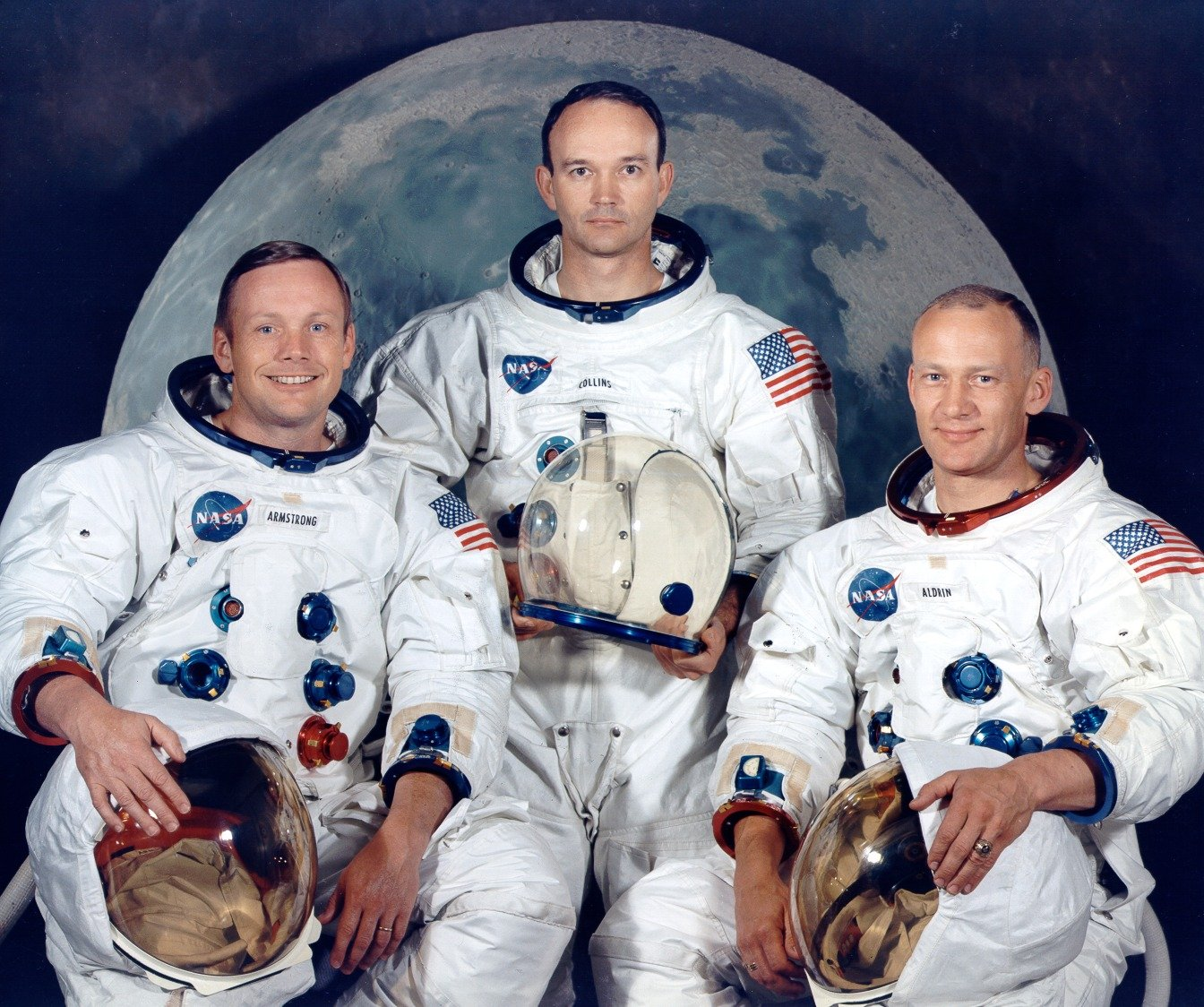
Phi hành đoàn trên Apollo 11 đổ bộ xuống Mặt Trăng năm 1969

Sau các thành công của Liên Xô, đặc biệt là chuyến bay của Gagarin, Tổng thống Hoa Kỳ John F. Kennedy và Phó tổng thống Lyndon B. Johnson đi tìm một chương trình của Mỹ có thể thu hút được trí tưởng tượng của dân chúng. Chương trình Apollo đạt được tất cả những mục đích này và sẽ thỏa mãn được các nhà chính trị cánh tả (thường ủng hộ các chương trình xã hội) và cánh hữu (ủng hộ các chương trình quân sự). Lợi thế của chương trình Apollo:
- lợi ích kinh tế cho một số tiểu bang quan trọng trong bầu cử kế tiếp;
- đóng lại "khoảng cách tên lửa" tuyên bố bởi Kennedy trong bầu cử 1960 thông qua tính hai mặt của ứng dụng kỹ thuật;
- các lợi ích khoa học kỹ thuật phát sinh từ chương trình.

Trong một cuộc nói chuyện với giám đốc của NASA lúc đó là James E. Webb, Kennedy nói:
Tất cả những gì chúng ta làm phải liên quan chặt chẽ tới việc đi tới Mặt Trăng trước người Nga... nếu không chúng ta không nên tiêu mất số tiền đó, bởi vì tôi không hứng thú với vũ trụ... Lý lẽ duy nhất (cho khoản chi phí) là bởi chúng ta hy vọng đánh bại Liên Xô để chứng minh rằng thay vì ở sau họ vài năm, nhờ Chúa, chúng ta đã vượt qua họ.
Kennedy và Johnson đã thành công trong việc tranh thủ công chúng: Tới năm 1965, 58% người Mỹ ủng hộ Apollo, tăng từ 33% trong năm 1963. Sau khi Johnson trở thành Tổng thống vào năm 1963, các ủng hộ của ông ta giúp cho chương trình thành công.
Liên Xô tỏ vẻ mập mờ về các chuyến bay có người lái lên Mặt Trăng. Khrushchyov chẳng muốn "thất bại" bởi siêu cường khác, nhưng cũng không muốn tiêu tốn quá nhiều tiền cho một dự án như vậy. Vào tháng 10 năm 1963 ông nói Liên Xô "vào thời điểm hiện tại không dự định đưa phi hành gia lên Mặt Trăng", trong khi thêm rằng họ vẫn chưa muốn chịu thua trong cuộc đua vũ trụ. Một năm trôi qua trước khi Liên Xô thử một vụ hạ cánh xuống Mặt Trăng.
Vào tháng 12 năm 1968, Hoa Kỳ lại dẫn đầu trong Cuộc đua vũ trụ khi James Lovell, Frank Borman và Bill Anders bay vòng quanh Mặt Trăng. Họ trở thành những người đầu tiên ăn mừng Giáng sinh trong không gian và vài ngày sau đó hạ cánh an toàn.

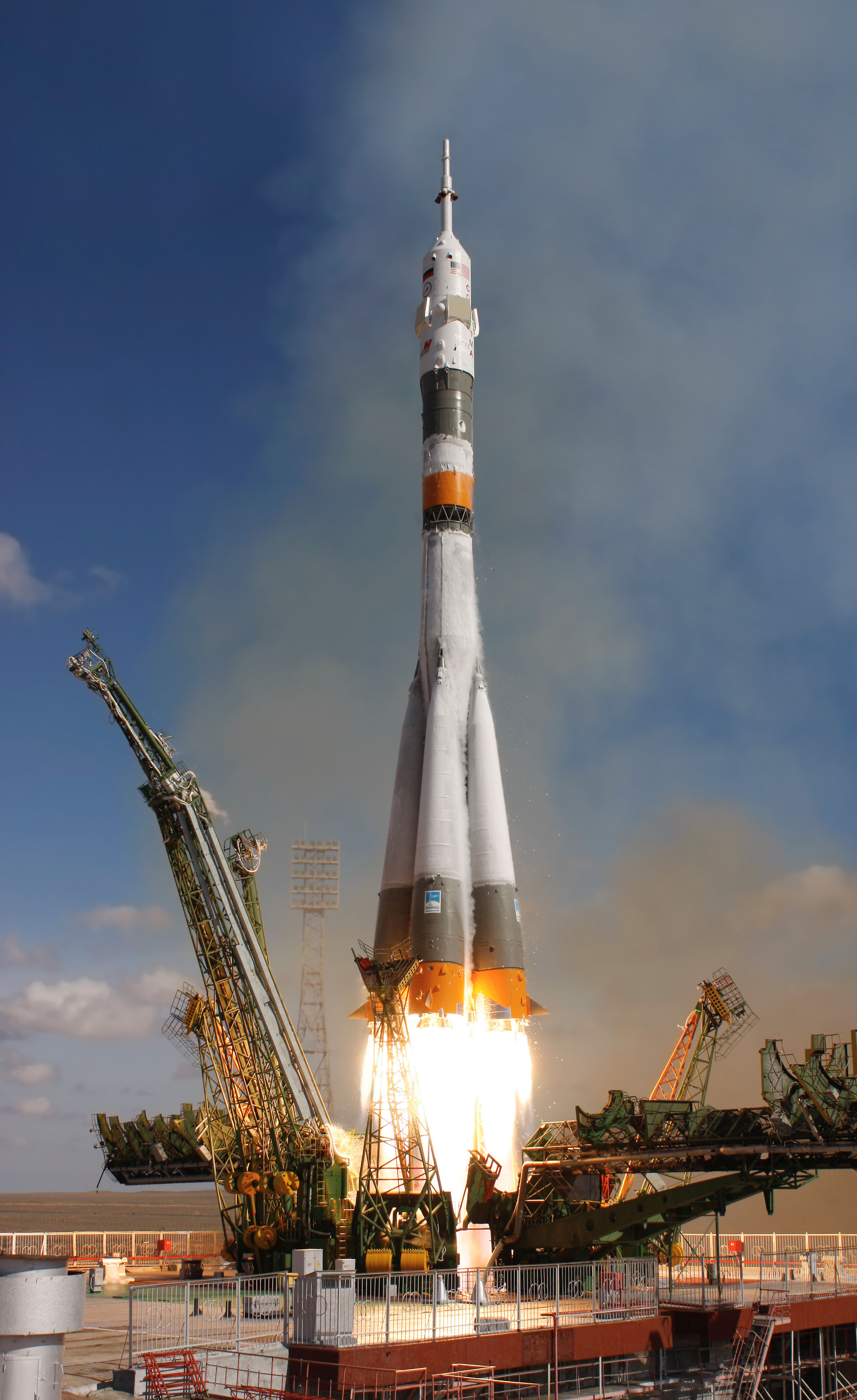
Tên lửa Soyuz của Liên Xô trở thành phương tiện đầu tiên vận chuyển lên quỹ đạo Trái Đất

Kennedy đề nghị các chương trình hợp tác, chẳng hạn như hạ cánh xuống Mặt Trăng bởi phi hành gia Mỹ và Liên Xô và cải tiến các vệ tinh theo dõi thời tiết. Khrushchyov, nhận thấy đó là cố gắng đoạt lấy kỹ thuật vũ trụ của Nga, đã từ chối những ý tưởng đó. Sergey Pavlovich Korolyov, công trình sư trưởng của Cơ quan vũ trụ Nga, người thiết kế tên lửa R-7 đã đưa Sputnik vào quỹ đạo, bắt đầu cổ vũ cho tàu Soyuz và hệ thống tên lửa phóng N1 có khả năng đưa người lên Mặt Trăng. Khrushchyov ra lệnh cho cơ quan của Korolyov trước tiên là đi xa hơn nữa vào không gian bằng cách cải tiến kỹ thuật của Vostok, trong khi một đội thứ hai bắt đầu việc thiết kế một tên lửa và một tàu vũ trụ hoàn toàn mới, tên lửa đẩy Proton và tàu vũ trụ Zond, cho các chuyến bay quanh Mặt Trăng có người lái vào năm 1966. Vào năm 1964 lãnh đạo mới của Liên Xô đã ủng hộ Korolyov cho các cố gắng hạ cánh lên Mặt Trăng và các dự án có người lái khác do ông lãnh đạo. Với cái chết của Korolyov và thất bại của chuyến bay Soyuz đầu tiên vào năm 1967, việc tổ chức chương trình hạ cánh lên Mặt Trăng của Liên Xô nhanh chóng lung lay. Chọn lựa đầu tiên của Korolyov cho hạ cánh lên Mặt Trăng là Vladimir Mikhailovich Komarov, nhưng với cái chết của Komorov trên tàu Soyuz 1 vào năm 1967, Yuri Alekseyevich Gagarin và Aleksei Arkhipovich Leonov trở thành các ứng cử viên chắc chắn. Tuy nhiên, với cái chết của Gagarin và các thất bại sau đó của vụ phóng tên lửa đẩy N1 vào năm 1969, các dự án hạ cánh lên Mặt Trăng ban đầu bị đình trệ sau đó bị hủy bỏ.

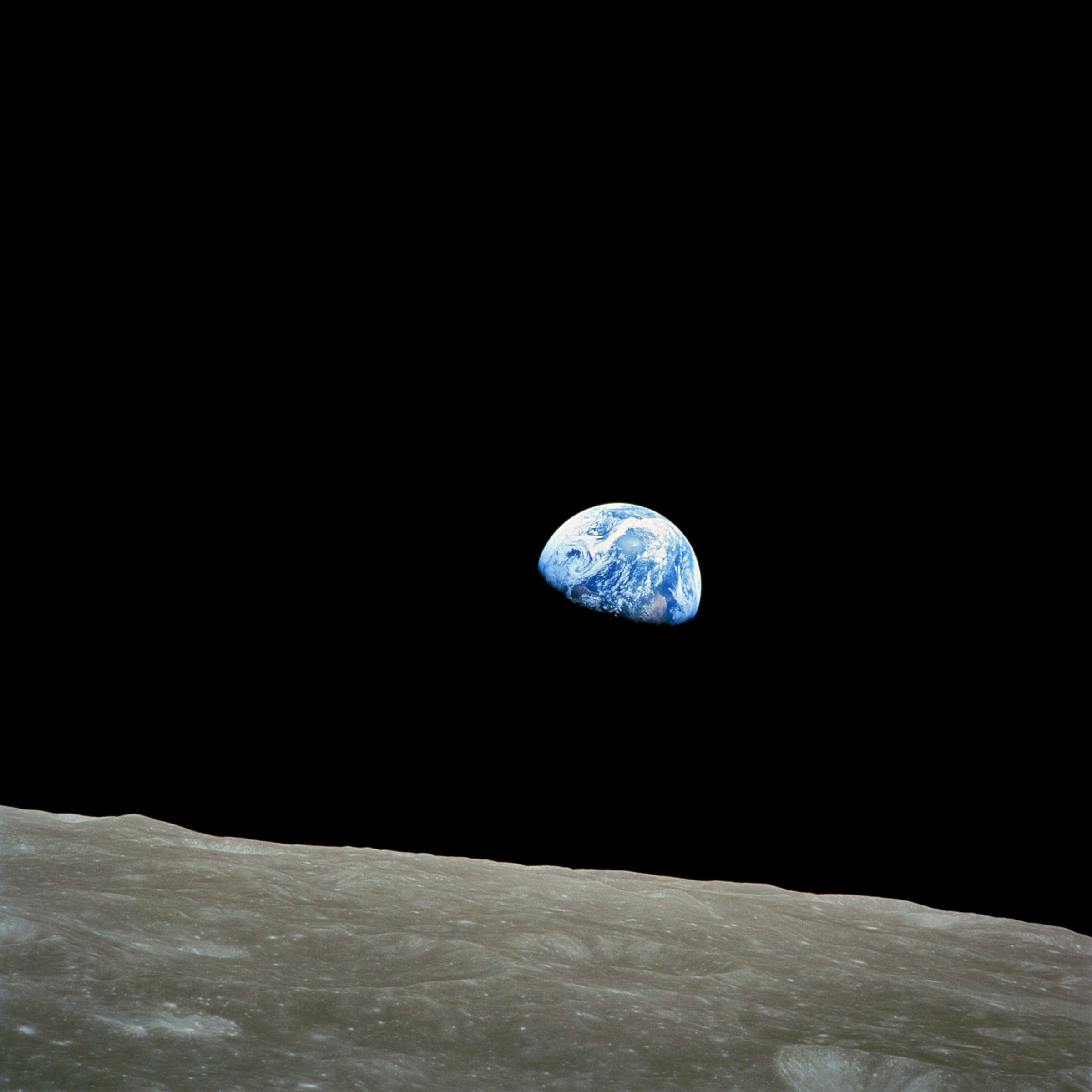
Trái Đất lên, 24 tháng 12 năm 1968

Trong khi các tàu thám hiểm không người lái của Liên Xô đã lên tới Mặt Trăng trước bất kì tàu nào của Hoa Kỳ, người Mỹ Neil Armstrong trở thành người đầu tiên bước trên bề mặt của Mặt Trăng vào 21 tháng 7 năm 1969, sau khi hạ cánh ngày hôm trước đó. Chỉ huy trưởng của phi vụ Apollo 11, Armstrong nhận sự trợ giúp của phi công module chỉ huy Michael Collins và phi công module Mặt Trăng Buzz Aldrin trong một sự kiện được theo dõi bởi 500 triệu người khắp thế giới. Những bình luận viên xã hội đều công nhận hạ cánh lên Mặt Trăng là một trong những khoảnh khắc định hình của thế kỉ 20, và lời của Armstrong khi đầu tiên bước lên Mặt Trăng đã được ghi vào lịch sử:
"Đây là bước chân nhỏ bé của một người, nhưng là bước tiến khổng lồ của nhân loại"
Không giống như những cạnh tranh quốc tế khác, Cuộc đua vũ trụ không bắt nguồn từ các tham vọng mở rộng lãnh thổ. Sau khi hạ cánh thành công lên Mặt Trăng, Hoa Kỳ tuyên bố rõ ràng là không sở hữu một phần đất nào trên Mặt Trăng.

## Các thành công khác

### Các phi vụ lên các hành tinh khác

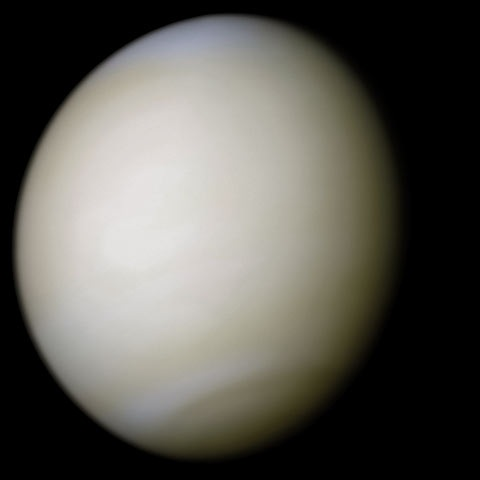
Sao Kim là hành tinh đầu tiên mà một tàu vũ trụ bay qua vào 14/12/1962

Liên Xô lần đầu tiên gửi lên các tàu vũ trụ liên hành tinh lên cả Sao Kim và Sao Hỏa vào năm 1960. Tàu đầu tiên thành công trong việc bay gần Sao Kim là Mariner 2 của Mỹ, vào 14 tháng 12 năm 1962. Nó gửi về các thông tin kinh ngạc về nhiệt độ bề mặt khá cao và mật độ không khí đậm đặc của Sao Kim. Vì nó không có máy ảnh, những khám phá này không được công chúng chú ý lắm vì những ảnh từ các tàu vũ trụ vượt khỏi khả năng của bất kì viễn vọng kính nào đặt trên Trái Đất.
Tàu Venera 7 của Liên Xô, phóng vào năm 1971, trở thành tàu đầu tiên hạ cánh trên Sao Kim. Venera 9 sau đó gửi về những bức ảnh đầu tiên từ bề mặt của một hành tinh khác. Những thành công này đại diện cho hai trong chuỗi các tàu Venera; một số tàu vũ trụ Venera trước đó chỉ bay ngang qua và cố gắng hạ cánh. Bảy tàu Venera đã hạ cánh sau đó.
Hoa Kỳ phóng lên Mariner 10, bay ngang qua Sao Kim trên đường bay tới Sao Thủy, vào năm 1974. Nó trở thành tàu vũ trụ duy nhất bay ngang qua Sao Thủy.
Mariner 4, phóng năm 1965 bởi Hoa Kỳ, trở thành tàu vũ trụ đầu tiên bay ngang qua Sao Hỏa; nó gửi về những hình ảnh không ai ngờ tới. Tàu vũ trụ đầu tiên hạ cánh lên Sao Hỏa, Mars 3, phóng vào năm 1971 bởi Liên Xô, đã không gửi về ảnh nào cả. Tàu Viking hạ cánh năm 1976 đã gửi về những ảnh đầu tiên.

### Phóng lên/Lắp ghép
Hai chuyến bay Gemini 7 và Gemini 6 của Mỹ thực hiện phi vụ lắp ghép của hai phi thuyền có người điều khiển đầu tiên vào ngày 15 tháng 12 năm 1965. Hai phi thuyền tiến sát cách nhau chỉ 1 mét và đứng yên so với nhau trong một vài vòng bay trên quỹ đạo.
Phi thuyền Gemini 8 của Mỹ, tiến hành lắp ghép trên quỹ đạo lần đầu tiên vào 16 tháng 3 năm 1966. Cuộc lắp ghép tự động đầu tiên nối 2 tàu Cosmos-186 và Cosmos-188 của Liên Xô(hai chuyến của phi thuyền Soyuz) không người lái vào 30 tháng 10 năm 1967.
Vụ phóng lên từ mặt biển đầu tiên là với tên lửa Scout B của Mỹ, vào 26 tháng 4 năm 1967. Trạm không gian đầu tiên, trạm Salyut 1 của Liên Xô, bắt đầu hoạt động vào 7 tháng 6 năm 1971.

## Cạnh tranh về quân sự
Ít được biết đến, nhưng cũng là một cuộc cạnh tranh không kém khốc liệt, là các phát triển kỹ thuật không gian cho mục tiêu quân sự. Rất lâu trước khi phóng Sputnik 1, cả Hoa Kỳ và Liên Xô bắt đầu phát triển các vệ tinh do thám. Vệ tinh Zenit, được thiết kế với hai mục đích sử dụng bởi Sergey Pavlovich Korolyov cuối cùng trở thành tàu vũ trụ Vostok, bắt đầu như là một vệ tinh chụp ảnh từ trên không. Nó cạnh tranh với chuỗi vệ tinh Discoverer của Không quân Hoa Kỳ. Discoverer XIII thực hiện phi vụ chuyên chở từ không gian về lại Trái Đất lần đầu tiên vào tháng 8 năm 1960—một ngày trước chuyến tương tự của Liên Xô.
Cả Hoa Kỳ và Liên Xô đều phát triển các chương trình quân sự trong không gian, thông thường là Hoa Kỳ chỉ hoàn thành mô hình trước khi chương trình kết thúc, trong khi Liên Xô đã đóng, hoặc là bay luôn vào quỹ đạo những thiết kế của họ:
1. Tên lửa siêu thanh liên lục địa có điều khiển (Supersonic Intercontinental Cruise Missile): Navaho (chương trình thử nghiệm bị dừng lại) vs. tên lửa điều khiển Buran (dự tính)
2. Phi thuyền cánh nhỏ (Small Winged Spacecraft): X-20 Dyna-Soar (mô hình) vs. MiG-105 (bay thử)
3. Vệ tinh trinh thám (Satellite Inspection Capsule): Blue Gemini (mô hình) vs. vệ tinh đánh chặn Soyuz(dự tính)
4. Trạm không gian quân sự (Military Space Station) MOL (dự tính) vs. Almaz (cải tiến và phóng lên như là Salyut 2, 3, và 5)
5. Tàu quân sự với khoang bảo vệ nhiệt (Military Capsule with hatch in heat shield): Gemini B (bay thử không người lái) vs. VA TKS, cũng được biết như là phi thuyền Merkur (bay thử không người lái như là một phần của TKS)
6. Phà vận chuyển lên Trạm không gian quân sự (Ferry to Military Space Station) Gemini Ferry (plan) vs. TKS (bay không người trong không gian, lắp ghép với Salyut)

## "Kết thúc" của Cuộc đua vũ trụ
Trong khi vụ phóng Sputnik 1 có thể được gọi là bắt đầu của Cuộc đua vũ trụ, kết thúc của nó có nhiều tranh cãi. Cạnh tranh khốc liệt nhất là trong thập niên 1960, Cuộc đua vũ trụ tiếp tục cho đến cuộc đổ bộ lên Mặt Trăng của Apollo vào năm 1969. Mặc dù họ tiếp theo Apollo 11 với thêm 5 lần đổ bộ lên Mặt Trăng, các nhà khoa học không gian của Mỹ chuyển sang nghiên cứu các lãnh vực khác. Skylab để thu thập dữ liệu, và tàu con thoi được thiết kế để tàu vũ trụ có thể quay lại nguyên vẹn sau chuyến bay vào vũ trụ. Người Nga nói rằng bằng cách gửi người đầu tiên vào không gian họ đã thắng trong "cuộc đua" không chính thức, tuy nhiên người Mỹ nói rằng bằng cách đưa người lên Mặt Trăng họ đã chiến thắng. Trong bất kì sự kiện nào, khi Chiến tranh Lạnh không còn, và khi các quốc gia khác bắt đầu phát triển chương trình không gian của riêng họ, khái niệm về "cuộc đua" giữa hai siêu cường trở nên ít thực tế hơn.
Cả hai quốc gia đều phát triển các chương trình quân sự trong không gian có người lái. Không quân Mỹ đã đề nghị sử dụng tên lửa phóng Titan để phóng lên Dyna-Soar hypersonic glider dùng để đánh chặn vệ tinh của kẻ thù. Dự định của Phòng thí nghiệm có người lái trên quỹ đạo (Manned Orbiting Laboratory, sử dụng thiết bị dự thừa trong chương trình Gemini để tiến hành các phi vụ do thám) đã bao gồm cả Dyna-Soar, nhưng chương trình này cũng bị hủy bỏ. Liên Xô cũng cho thi hành chương trình Almaz với các trạm không gian quân sự tương tự, sau hợp nhất với chương trình Salyut.
Cuộc đua vũ trụ đã chậm lại sau cuộc đổ bộ của Apollo, mà nhiều quan sát viên cho đó là cực đỉnh hay là điểm kết thúc. Những người khác, kể cả sử gia chuyên về vũ trụ Carole Scott và Florin Pop tác giả Cold War Project, cảm thấy kết thúc rõ ràng hơn với sự hợp tác của phi vụ Apollo–Soyuz vào năm 1975. Tàu Soyuz 19 của Liên Xô đã gặp và lắp ghép với tàu Apollo, cho phép phi hành gia của hai quốc gia đối nghịch nhau đi vào tàu của nhau và tham gia vào các cuộc thí nghiệm chung. Mặc dù cố gắng về không gian của mỗi quốc gia vẫn duy trì, họ đi theo các hướng khác nhau, và khái niệm về cuộc đua giữa hai quốc gia là lỗi thời sau Apollo–Soyuz.
Tuy nhiên, lãnh đạo Liên Xô cảnh giác khi thấy Không quân Hoa Kỳ có tham gia chương trình tàu con thoi và bắt đầu chương trình Buran và Energia. Vào đầu những năm 1980 việc bắt đầu Sáng kiến phòng thủ chiến lược (Strategic Defense Initiative) đã làm cạnh tranh tăng lên và chỉ tan đi sau sự sụp đổ của Đông Âu vào năm 1989.

## Niên biểu (1957-1975)
| Ngày tháng       | Sự kiện                                                          | Quốc gia          | Tên phi vụ                    |
| ---------------- | ---------------------------------------------------------------- | ----------------- | ----------------------------- |
| 21 tháng 8 1957  | Tên lửa liên lục địa (ICBM)                                      | USSR              | R-7 Semyorka SS-6 Sapwood     |
| 4 tháng 10 1957  | Vệ tinh nhân tạo đầu tiên của Trái Đất                           | USSR              | Sputnik 1                     |
| 3 tháng 11 1957  | Sinh vật lên quỹ đạo (chó)                                       | USSR              | Sputnik 2                     |
| 31 tháng 1 1958  | Phát hiện vành đai bức xạ Van Allen                              | USA-ABMA          | Explorer I                    |
| 18 tháng 12 1958 | Vệ tinh liên lạc                                                 | USA-ABMA          | Project SCORE                 |
| 4 tháng 1 1959   | Vệ tinh nhân tạo của Mặt trời                                    | USSR              | Luna 1                        |
| 17 tháng 2 1959  | Vệ tinh thời tiết                                                | USA-NASA (NRL)1   | Vanguard 2                    |
| Tháng 6 1959     | Vệ tinh do thám                                                  | Không quân Hoa Kỳ | Discoverer 4                  |
| 7 tháng 8 1959   | Chụp ảnh Trái Đất từ không gian                                  | USA-NASA          | Explorer 6                    |
| 14 tháng 9 1959  | Tàu vũ trụ tới Mặt Trăng                                         | USSR              | Luna 2                        |
| 7 tháng 10 1959  | Chụp ảnh mặt phía sau của Mặt Trăng                              | USSR              | Luna 3                        |
| 12 tháng 4 1961  | Người đầu tiên vào quỹ đạo                                       | USSR              | Vostok 1                      |
| 10 tháng 7 1962  | Vệ tinh viễn thông đầu tiên hoạt động                            | USA-AT&T          | Telstar                       |
| 29 tháng 9 1962  | Vệ tinh nhân tạo đầu tiên của một quốc gia không phải siêu cường | Canada            | Alouette 1                    |
| 16 tháng 6 1963  | Phụ nữ đầu tiên vào quỹ đạo                                      | USSR              | Vostok 6                      |
| 26 tháng 7 1963  | Vệ tinh viễn thông địa tĩnh                                      | USA-NASA          | Syncom 2                      |
| 18 tháng 3 1965  | Người đầu tiên đi bộ ngoài không gian                            | USSR              | Voskhod 2                     |
| 15 tháng 12 1965 | Orbital rendezvous²                                              | USA-NASA          | Gemini 6A/Gemini 7            |
| 1 tháng 3 1966   | Tàu vũ trụ hạ cánh trên một hành tinh khác - Sao Kim             | USSR              | Venera 3                      |
| 16 tháng 3 1966  | In-orbit rendezvous and docking                                  | USA-NASA          | Gemini VIII                   |
| 24 tháng 12 1968 | Con người bay vòng quanh Mặt Trăng                               | USA-NASA          | Apollo 8                      |
| 20 tháng 7 1969  | Con người đặt chân lên Mặt Trăng                                 | USA-NASA          | Apollo 11                     |
| 23 tháng 4 1971  | Trạm không gian                                                  | USSR              | Salyut 1                      |
| 14 tháng 11 1971 | Vệ tinh bay quanh một hành tinh khác - Sao Hỏa                   | USA-NASA          | Mariner 9                     |
| 9 tháng 11 1972  | Vệ tinh viễn thông địa tĩnh                                      | Canada-BCE        | Anik A1                       |
| 15 tháng 7 1975  | Phi vụ hợp tác Mỹ-Liên Xô đầu tiên                               | USSR USA-NASA     | Dự án thử nghiệm Apollo-Soyuz |

## Tổ chức, ngân sách và ảnh hưởng kinh tế
Ngân sách khổng lồ và hệ thống hành chính cần thiết để tổ chức thám hiểm vũ trụ thành công đã dẫn đến việc thành lập các cơ quan vũ trụ quốc gia. Hoa Kỳ và Liên Xô đều phát triển những chương trình tập trung vào các yêu cầu khoa học và công nghiệp cho các cố gắng này.
Vào 29 tháng 7 năm 1958, Tổng thống Eisenhower ký Đạo luật vũ trụ và không gian quốc gia (National Aeronautics and Space Act), thiết lập ra một cơ quan quản trị hàng không và không gian quốc gia (National Aeronautics and Space Administration) thường được gọi là NASA). Khi bắt đầu hoạt động vào 1 tháng 10 năm 1958, NASA chỉ gồm có 4 phòng thí nghiệm vào khoảng 8000 nhân viên nhà nước của cơ quan nghiên cứu không gian với 46 tuổi đời National Advisory Committee for Aeronautics (NACA). Tổ chức tiền thân NACA chỉ hoạt động với ngân sách 5 triệu đô la hàng năm, ngân sách cho NASA đã tăng nhanh lên đến 5 tỷ đô la hàng năm, bao gồm luôn cả số tiền khổng lồ để thuê mướn các công ty hợp đồng từ khu vực kinh tế tư nhân. Chuyến hạ cánh lên Mặt Trăng của Apollo 11, đỉnh cao của thành công của NASA, tốn kém vào khoảng 20 đến 25 tỷ đô la.
Thiếu các thống kê chính xác đã làm khó so sánh khoảng chi tiêu cho chương trình vũ trụ của Mỹ và của Liên Xô, đặc biệt là trong những năm dưới thời Khrushchyov. Tuy nhiên vào năm 1989, Chánh văn phòng Quân đội Liên Xô (Chief of Staff of the Soviet Armed Services), Tướng Mikhail Moiseyev, báo cáo rằng Liên Xô để tiêu tốn khoảng 6.9 tỷ rúp (khoảng US$ 4 tỷ) cho chương trình vũ trụ của họ. Các quan chức Liên Xô khác ước tính tổng số tiền đó đã được tiêu tốn trong suốt toàn chương trình, với một số ước tính không chính thức là khoảng 4.5 tỷ rúp. Thêm vào sự mập mờ của các con số, các so sánh cũng cần phải tính thêm đến hiệu ứng tuyên truyền của Liên Xô, làm cho Liên Xô có vẻ vững mạnh và làm rối các phân tích của phương Tây.
Các vấn đề tổ chức, đặc biệt là tranh đấu trong nội bộ, cũng ảnh hưởng đến cố gắng của Liên Xô. Liên Xô không có cơ quan tương ứng với NASA (Cơ quan hàng không và vũ trụ Nga chỉ thành lập trong những năm 1990). Quá nhiều vấn đề chính trị trong khoa học và quá nhiều ý kiến cá nhân đã làm chậm đi tiến bộ của Liên Xô. Mỗi tổng công trình sư Liên Xô phải bảo vệ ý tưởng riêng của họ, tìm kiếm người bảo trợ trong Đảng Cộng sản Liên Xô. Vào năm 1964, giữa các công trình sư khác nhau, Liên Xô phát triển khoảng 30 chương trình khác nhau cho các tên lửa phóng và thiết kế các tàu vũ trụ. Theo sau cái chết của Korolyov, chương trình không gian của Liên Xô ít hoạt động hơn, chỉ cố gắng để cân bằng với Hoa Kỳ. Vào năm 1974 Liên Xô tổ chức lại chương trình không gian của họ, tạo ra chương trình Energia để cạnh tranh với chương trình tàu con thoi của Mỹ với tàu con thoi Buran.
Liên Xô cũng hoạt động với các bất lợi về kinh tế. Mặc dù kinh tế Liên Xô lớn thứ hai trên thế giới, kinh tế Mỹ vẫn là lớn nhất trên thế giới. Cuối cùng thì cách tổ chức không hiệu quả và việc thiếu ngân sách đã làm họ mất đi lợi thế ban đầu trong cuộc chạy đua. Một số quan sát viên cho rằng giá thành của cuộc chạy đua vũ trụ, cùng với cuộc chạy đua vũ trang cũng hết sức đắt, cuối cùng đã làm hệ thống kinh tế Liên Xô rơi vào khủng hoảng cuối thập niên 1970 và thập niên 1980 và là một trong những yếu tố dẫn tới sự sụp đổ của Liên Xô.

## Mốc thời gian đáng nhớ

### Những cái chết
Khi tàu Apollo 15 của Hoa Kỳ rời khỏi Mặt Trăng, các phi hành gia đã để lại một đài tưởng niệm các phi hành gia của cả hai quốc gia đã hy sinh trong các cố gắng đạt tới Mặt Trăng. Ở Hoa Kỳ, những phi hành gia đầu tiên đã hy sinh trong quá trình du hành hãy chuẩn bị vào không gian là của Apollo 1: phi công chỉ huy "Gus" Grissom, phi công Ed White và phi công Roger Chaffee. Cả ba người này hy sinh trong một thử nghiệm trên mặt đất vào 27 tháng 1 năm 1967.
Các chuyến bay của Soyuz 1 và Soyuz 11 của Liên Xô cũng kết thúc với sự hy sinh của các phi hành gia. Soyuz 1, phóng lên quỹ đạo vào 23 tháng 4 năm 1967, mang theo duy nhất một phi hành gia, đại tá Vladimir Mikhailovich Komarov, ông đã hy sinh khi tàu vũ trụ rơi xuống mặt đất vì dù không mở ra. Vào năm 1971, các phi hành gia Soyuz 11 là Georgi Timofeyevich Dobrovolski, Viktor Ivanovich Patsayev và Vladislav Nikolaevich Volkov asphyxiated trong quá trình tái nhập lại vào khí quyển. Từ năm 1971, chương trình vũ trụ của Liên Xô không bị tổn thất nào nữa.
Các phi hành gia khác đã tử nạn trong các phi vụ liên quan, bao gồm bốn người Mỹ hy sinh khi máy bay T-38 của họ bị rơi. Yuri Alekseyevich Gagarin, con người đầu tiên vào vũ trụ, hy sinh một cách tương tự khi máy bay chiến đấu MiG-15 'Fagot' của ông bị rơi vào năm 1968.
Nhiều người tin rằng thảm họa tồi tệ nhất của ngành tên lửa là thất bại R-16 vào năm 1960 của Liên Xô, khi các thủ tục điều khiển và đóng van không đúng cách trong các sửa chữa vội vã trên bệ phóng đã làm tầng thứ hai của tên lửa khai hỏa và phóng thẳng vào bình chứa nhiên liệu của tầng thứ nhất vẫn còn dính vào bệ phóng. Nhiên liệu độc hại và lửa đã giết 100 kỹ thuật viên và sĩ quan cao cấp của quân đội Liên Xô, kể cả nguyên soái Nedelin.

### Tiến bộ trong kỹ thuật và giáo dục
Kỹ thuật, đặc biệt là kỹ thuật vũ trụ và ngành điện tử viễn thông, đã tiến bộ vượt bậc trong giai đoạn này. Các hiệu ứng của cuộc đua vũ trụ đã vượt khỏi khoa học tên lửa, vật lý và thiên văn. "Kỹ thuật thời đại không gian" đã mở rộng tới tất cả các ngành khác nhau như kinh tế gia đình và nghiên cứu việc đốn phá rừng, và quyết tâm chiến thắng cuộc đua đã làm thay đổi cách học sinh học các môn khoa học.
Hoa Kỳ lo sợ sẽ tụt hậu sau Liên Xô trong cuộc đua vũ trụ đã đẩy tới việc các nhà lập pháp và các nhà giáo dục đặt nặng toán và các khoa học vật lý trong các trường học ở Mỹ. Đạo luật Giáo dục quốc phòng ở Mỹ năm 1958 đã tăng ngân sách cho những mục tiêu đó từ giáo dục phổ thông đến giáo dục sau đại học. Cho đến nay trên 1.200 trường trung học Mỹ có planetarium (phòng triển lãm mô phỏng Thái Dương Hệ) riêng, một tình huống không giống bất kì nước nào trên thế giới và là kết quả trực tiếp của cuộc đua vũ trụ.
Ngày nay trên một ngàn vệ tinh nhân tạo đang bay vòng quanh Trái Đất, trung chuyển dữ liệu thông tin vòng quanh hành tinh và làm việc theo dõi thời tiết, hoa quả và di chuyển của con người dễ dàng hơn. Thêm vào đó, các kỹ thuật vi mạch ngày nay được sử dụng trong đồng hồ điện tử và các máy nghe nhạc là kết quả của các nghiên cứu từ thời cuộc đua vũ trụ.
Và với những tiến bộ từ thời Sputnik được phóng lên, tên lửa R-7 của Liên Xô trước đây, đánh dấu bắt đầu của cuộc đua vũ trụ, vẫn còn được sử dụng tới hôm nay, để tải hàng lên Trạm vũ trụ quốc tế.

## Các sự kiện gần đây
Mặc dù nhịp độ đã chậm lại, thám hiểm không gian vẫn tiếp tục tiến tới sau giai đoạn chạy đua vào vũ trụ. Hoa Kỳ đã phóng lên tàu vũ trụ có thể tái sử dụng đầu tiên (tàu con thoi) kỉ niệm 20 năm chuyến bay của Gagarin, 12 tháng 4 năm 1981. Vào 15 tháng 11 năm 1988, Liên Xô phóng tàu con thoi Buran, tàu vũ trụ tái sử dụng đầu tiên của họ. Các quốc gia khác tiếp tục phóng lên những tàu thám hiểm, vệ tinh đủ các loại, và các kính viễn vọng không gian khổng lồ.

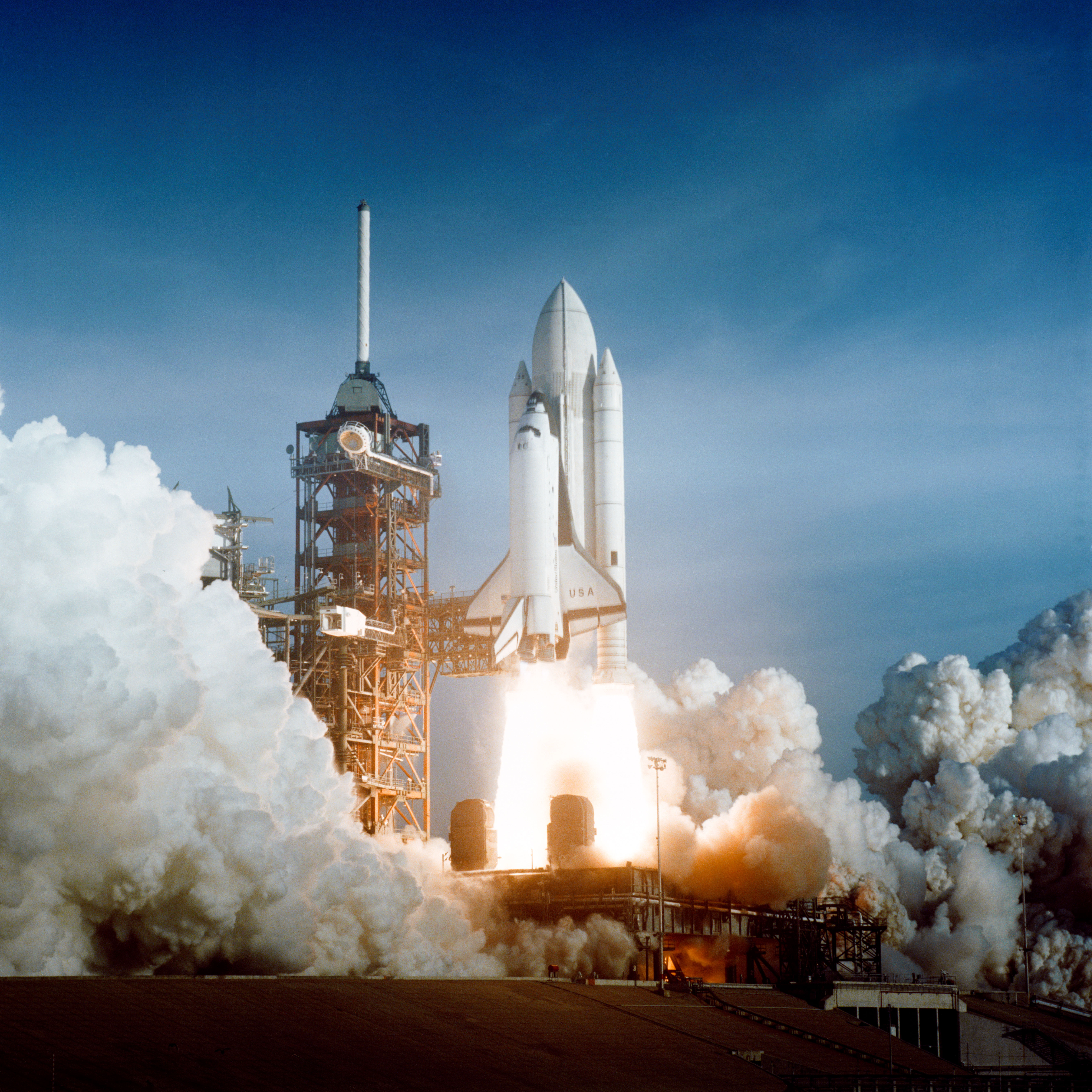
Tàu con thoi Columbia vài giây sau khi khai hỏa, 1981

Khả năng của cuộc đua vũ trụ thứ hai ở mức độ quốc tế xảy ra vào cuối thế kỉ 20, với việc cơ quan vũ trụ châu Âu (ESA) đã dẫn đầu trong việc phóng tên lửa thương mại với Ariane 4, và cạnh tranh các phi vụ thám hiểm vũ trụ không người lái với NASA. Các cố gắng của ESA đã dồn vào các dự án đầy tham vọng như Aurora Programme dự định đưa người lên Sao Hỏa không quá năm 2030 và đặt ra nhiều phi vụ khác nhau để đạt tới mục đích này. Tổng thống Mỹ George W. Bush cũng đưa ra tuyên bố tương tự vào năm 2004, đưa ra một thời gian biểu cho việc đóng Crew Exploration Vehicle (để quay lại Mặt Trăng vào sau đó lên Sao Hỏa trước năm 2030), hai cơ quan vũ trụ lớn cũng có những dự tính tương tự. Cơ quan ESA hợp tác với Nga. Họ có thể sẽ cùng cung cấp ngân sách để phát triển phiên bản riêng của Crew Exploration Vehicle, với tên gọi Kliper, dự tính sẽ phóng vào năm 2011, nhiều năm sớm hơn đối thủ Mỹ, đang ở trong giai đoạn vẽ bản thiết kế. Cho tới 2006 cơ quan ESA vẫn chưa cấp tiền nghiên cứu Kliper.
Các quốc gia khác cũng có khả năng tăng cường tính cạnh tranh trong thám hiểm không gian, đáng kể nhất là Nhật, Trung Quốc, và Ấn Độ. Mặc dù ngân sách của Trung Quốc không nhiều như của ESA hay NASA, với những chuyến bay có người lái thành công của Shenzhou 5 và Shenzhou 6 và các dự án cho một trạm vũ trụ bởi chương trình không gian Trung Quốc đã chứng tỏ Trung Quốc có khả năng đạt được điều đó. Quân đội Hoa Kỳ rõ ràng là theo dõi các tham vọng không gian của Trung Quốc, với việc Bộ Quốc phòng Hoa Kỳ đưa ra một bản báo cáo năm 2006 đưa ra chi tiết quan tâm về sự lớn mạnh của khoa học không gian Trung Quốc. Vào đầu năm 2007 Trung Quốc phóng lên một tên lửa liên lục địa để tiêu diệt một vệ tinh nhân tạo, đã làm nản lòng các quan sát viên vì điều này đã vi phạm một thỏa thuận chung là không tiến hành những thử nghiệm mang tính quân sự như vậy trên không gian. Điều này chứng tỏ là cuộc đua vũ trụ vẫn không bao giờ chấm dứt mà nó thực ra là mở rộng thêm. Thêm vào Trung Quốc, Ấn Độ cũng có những chương trình không gian khá mạnh, với cơ quan không gian của Ấn Độ, ISRO, dự tính phóng một tàu vũ trụ tự động lên Mặt Trăng, Chandrayaan-1, đầu năm 2008. India cũng có dự tính cho các chuyến bay vào vũ trụ có người lái và những chuyến bay không người lái tới Sao Hỏa vào năm 2012.

### Cuộc đua vào vũ trụ mang tính thương mại
Một kiểu cuộc đua khác có thể về bản chất là khác cuộc cạnh tranh Xô-Mỹ, bởi vì nó xảy ra giữa các công ty thương mại về kỹ thuật không gian. Những cố gắng ban đầu thường được gọi là du lịch vào không gian, để tổ chức những chuyến du lịch có tính thương mại đầu tiên vào không gian, nổi bật là vào 28 tháng 4 năm 2001, khi người Mỹ Dennis Tito trở thành du khách trả tiền đầu tiên khi ông ta viếng thăm Trạm Vũ trụ Quốc tế trên tàu Soyuz TM-32 của Nga. Giải thưởng Ansari X, một giải thưởng cho những phi thuyền tư nhân bay vào quỹ đạo thấp, cũng đã phát động một cuộc đua vũ trụ khác giữa các công ty tư nhân. Cuối năm 2004, nhà tài chính người Anh Richard Branson tuyên bố thành lập Virgin Galactic, một công ty sẽ sử dụng kỹ thuật SpaceShipOne với hy vọng đưa lên những chuyến bay quỹ đạo thấp vào trước năm 2008.